# 南島 (東京都)
南島（日语：／ Minami-jima）是日本東京都小笠原村所管轄的無人島。

## 概述
南島是父島西南方的一座岛屿，可以看见源自第三紀沉入水中的喀斯特地形。曾经这里的常绿灌木生长繁盛，但岛上的山羊经常摄食常绿灌木，使常绿灌木数量变得稀少，之後在昭和40年进行山羊的驅除。2003年后观光客进入岛屿期间，除規定的路線以外的路線禁止進入，每日入島人數最多100人，上岸時間只有2小時。

### 淹沒的喀斯特地形

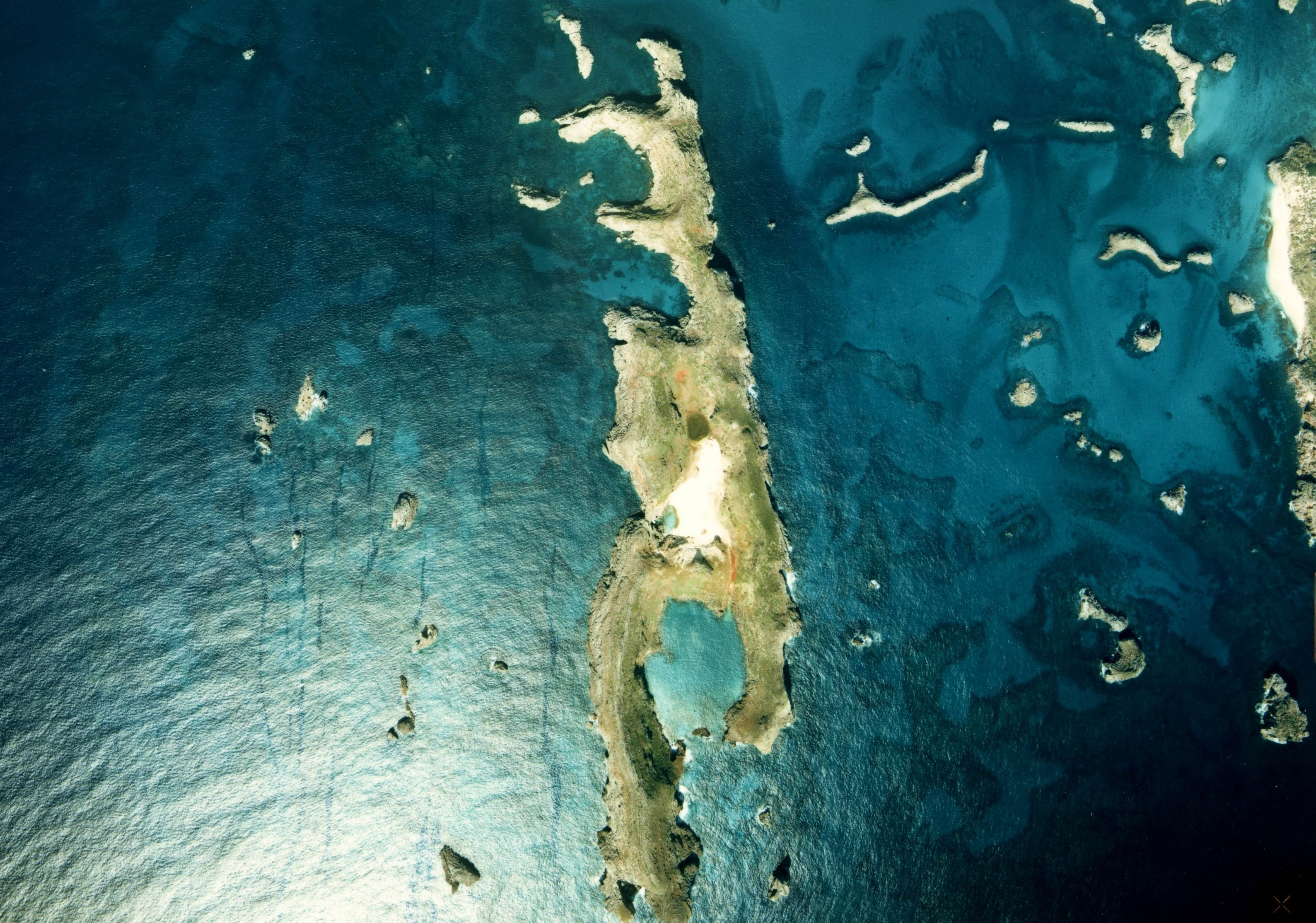
南島淹沒的喀斯特地形空照圖（1978年）

在冰期中海平面下降時所形成的地形，海平面上昇時被洪水淹沒，2008年3月28日被日本指定為自然紀念物。

## 動植物

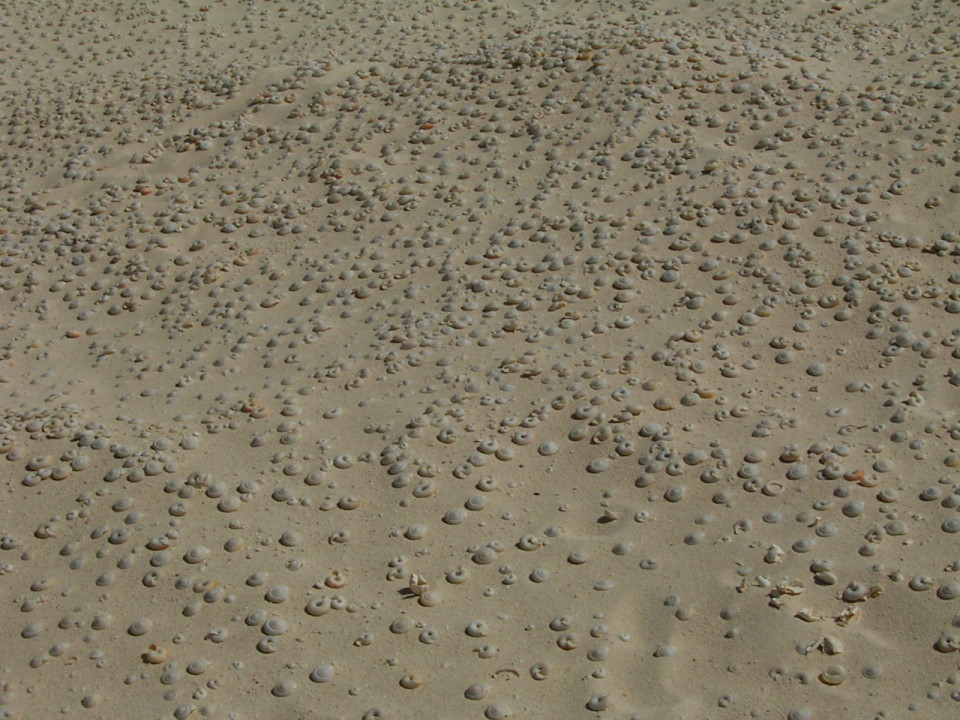
廣臍堅固蝸牛的半化石（2006年3月）

- 廣臍堅固蝸牛（英语：Mandarina luhuana）[2] - 約1000年前滅絕，但島上還殘存著一些化石。
- 綠蠵龜 - 其中一個產卵場